# كريس إيدي
كريس إيدي (بالإنجليزية: Chris Eddy)‏ هو لاعب كرة قاعدة أمريكي، ولد في 27 نوفمبر 1969.

## وصلات خارجية
- كريس إيدي على موقعبيزبول رفرنس.كوم (الدوري الرئيسي) (الإنجليزية)
- كريس إيدي على موقعبيزبول رفرنس.كوم (الدوري الثانوي) (الإنجليزية)